# Турецький гамбіт (фільм)
«Туре́цький гамбі́т» — пригодницький кінофільм, знятий за однойменною книгою Бориса Акуніна.

## Сюжет
Події відбуваються під час російсько-турецької війни 1877—1878 р.р. Титулярний радник Ераст Петрович Фандорін бере участь у воєнних діях, як сербський волонтер, а потім він потрапляє у полон до турків. Тікаючи з полону, Фандорін опиняється у Видині, де дізнається важливу інформацію для російського командування і тому він поспішає прибути до розташування російських військ. По дорозі він знайомиться з чарівною панночкою, Варварою Андріївною Суворовою, яка теж їде до російських військ, щоб побачитись зі своїм нареченим Петром Яблоковим — шифрувальником генерального штабу.
Коли Ераст Петрович та його супутниця потрапили до «своїх», Фандорін відразу ж повідомляє генералу Скобелєву про хитрий фланговий маневр. За словами Ераста Петровича, російським військам негайно потрібно було зайняти невелике містечко Плевна замість Нікополя, бо саме на Плевен піде корпус Османа-паші. Але генерал вважає Ераста Петровича та Варвару Суворову за агентів турецької розвідки. На щастя, до російської ставки прибуває Мізінов — голова 3-го відділення російської жандармерії і «шеф» Ераста Петровича. Мізінов звільняє з-під арешту Фандоріна та Варвару Андріївну, та негайно наказує шифрувальнику надіслати наказ головнокомандуючому взяти Плевен. Відправлення шифровки доручають Петру Яблокову, але хтось замінює в телеграмі слово «Плевна» на «Никополь» і про це стає відомо лише ввечері, коли війська таки зайняли замість Плевни Нікополь. Мізінов доручає слідство Фандоріну, але їм обом відомо лише те, що турецького агента звуть Анвар Ефенді.
Варвара Андріївна благає Фандоріна знайти справжнього винуватця цієї дезінформації, бо командування заарештувало Яблокова, підозрюючи його у зраді.

## У ролях
- Єгор Бєроєв — Ераст Петрович Фандорін
- Ольга Красько — Варвара Андріївна Суворова
- Олександр Балуєв — генерал Михайло Соболєв (прототип — М. Д. Скобелєв)
- Олександр Ликов — капітан Перепьолкін (Анвар Ефенді)
- Володимир Ільїн — генерал Мізінов (прототип — М. В. Мезенцов)
- Олексій Гуськов — Казанзакі
- Даніель Ольбрихський — журналіст Шеймас Маклафлін
- Дідьє Б'єнеме — журналіст Шарль д'Евре
- Віктор Вержбицький — румунський полковник Лукан
- Олександр Олешко — Петро Яблоков
- Марат Башаров — Гриднєв
- Гоша Куценко — турецький полковник Ізмаїл-Бей
- Євгеній Лазарев — імператор Олександр II
- Андрій Краско — унтер-офіцер
- Анатолій Кузнецов — генерал Конецький
- Сергій Газаров — видинський губернатор Юзуф-паша
- Андрій Руденський — Лествицький
- Леонід Куравльов — старий майор
- Станіслав Дужников — буфетчик
- Віктор Бичков — хорунжий
- Валдіс Пельш — Данченко
- Олег Макаров — однорічний охотник Лунц

## Цікаві факти
- Виконавець ролі Фандоріна Єгор Бероєв сам виконував всі трюки, крім одного — стрибка з п'ятого поверху на карниз четвертого.
- Сценарій до фільму написав автор книги «Турецький гамбіт» Борис Акунін. Він трохи змінив сюжет свого «дітища» та доповнив його.
- Єгор Бероєв раніше мав проби на роль Ераста Петровича Фандоріна у телесеріалі «Азазель», але його не затвердили.
- У фільмі присутня просто фантастична кількість історичних кіноляпів. До прикладу, проломивши череп головному антагоністу золотим злитком, Варвара Андріївна згадує його питому вагу — 19 г/см3, однак на той час в Російській Імперії метрична система ще не була введена. Крім цього, присутні ще як мінімум 145 ляпів. (див. посилання)